# 張捷 (明朝)
张捷（？—1645年），字前之，號赤涵（一作号赤函），南直隶镇江府丹陽縣人。明朝政治人物。

## 生平
萬曆四十年（1612年）壬子科應天鄉試舉人，万历四十一年（1613年）聯捷癸丑科進士，授浙江山阴县知县，泰昌元年十月考选，授河南道御史，疏参尚宝司司丞刘时俊阉媚无骨，奸秽多机，并及科臣刘文炳居家龌龊之状，时俊旋以病乞归。天啓元年，与兵科给事中萧基同日疏参阅科姚宗文，罪其排挤熊廷弼也。六月以极论辅臣刘一燝，被夺俸一年。二年四月巡视光禄寺，三年九月吏部尚书赵南星将他外放为陕西按察司副使，他不赴任而告归，由此嫉恨东林党人。五年以阉党给事中李鲁生举荐，三月起补为福建道御史，七月升补太仆寺少卿。七年二月，由于忤逆魏忠贤，在陪推宁夏巡抚时，以曾附党人，为李应升死友，被削籍为民。
崇祯三年（1630年），起大理寺右少卿，拜左副都御史。明年，迁吏部右侍郎。又明年，进左侍郎。张捷仇视东林，而与首辅周延儒友善，由此引居吏部要地，延儒败，又附温体仁为羽翼。曾被御史梁雲構弹劾，但崇祯皇帝不听。崇祯七年八月，皇帝召勋戚文武于平台，问堪冢宰（吏部尚书）及总宪（都察院长官）者？令各给笔札条对，吏部侍郎张捷受大学士王应熊暗示，举荐原任兵部尚书吕纯如，诸臣以纯如名列阉党逆案，不可以担任吏部尚书一职，张捷仍然喋喋不休举荐，刑科给事中姜应甲呵斥张捷巧辩，张捷失色而退。此后科道交章弹劾王应熊、张捷同谋党附，大肆欺擅，皇帝命张捷回奏，卒以温体仁、王应熊力保，置不问。崇祯八年正月，张捷姻亲贺儒修任成都知县，张捷嘱托四川巡按御史刘宗祥令举儒修卓异，刘宗祥却以贺儒修贪墨上疏弹劾，贺被削籍逮治，张捷大为愤恨，以川中州县多陷于贼，诏议宗祥罪。刘宗祥害怕被张捷报复，就将张捷嘱托私信上报，皇帝大怒，诏除名议罪，坐赎徒。
南明弘光时，虽为刘泽清、马士英举荐，廷议多持不可。魏国公徐弘基特疏荐，乃以内传复故官，却被给事中章正宸以内批非制而罢。不久吏部尚书徐石麒去职，阮大铖通过宫内太监取得中旨，以张捷继任尚书，此后为崇祯初的逆案翻案，起用逆案中人。清军破南京，张捷逃到鸡鸣寺，以佛幢自缢而死。

## 家族
子张范我，字伯骏，著名书画收藏家，曾收藏过《富春山居图》、《女史箴图》等名画。